# Hospital de Portimão
O Hospital de Portimão, igualmente conhecido como Hospital do Barlavento Algarvio, é um hospital público na cidade de Portimão, na região do Algarve, em Portugal. Faz parte do Centro Hospitalar Universitário do Algarve e da Unidade Local de Saúde do Algarve.

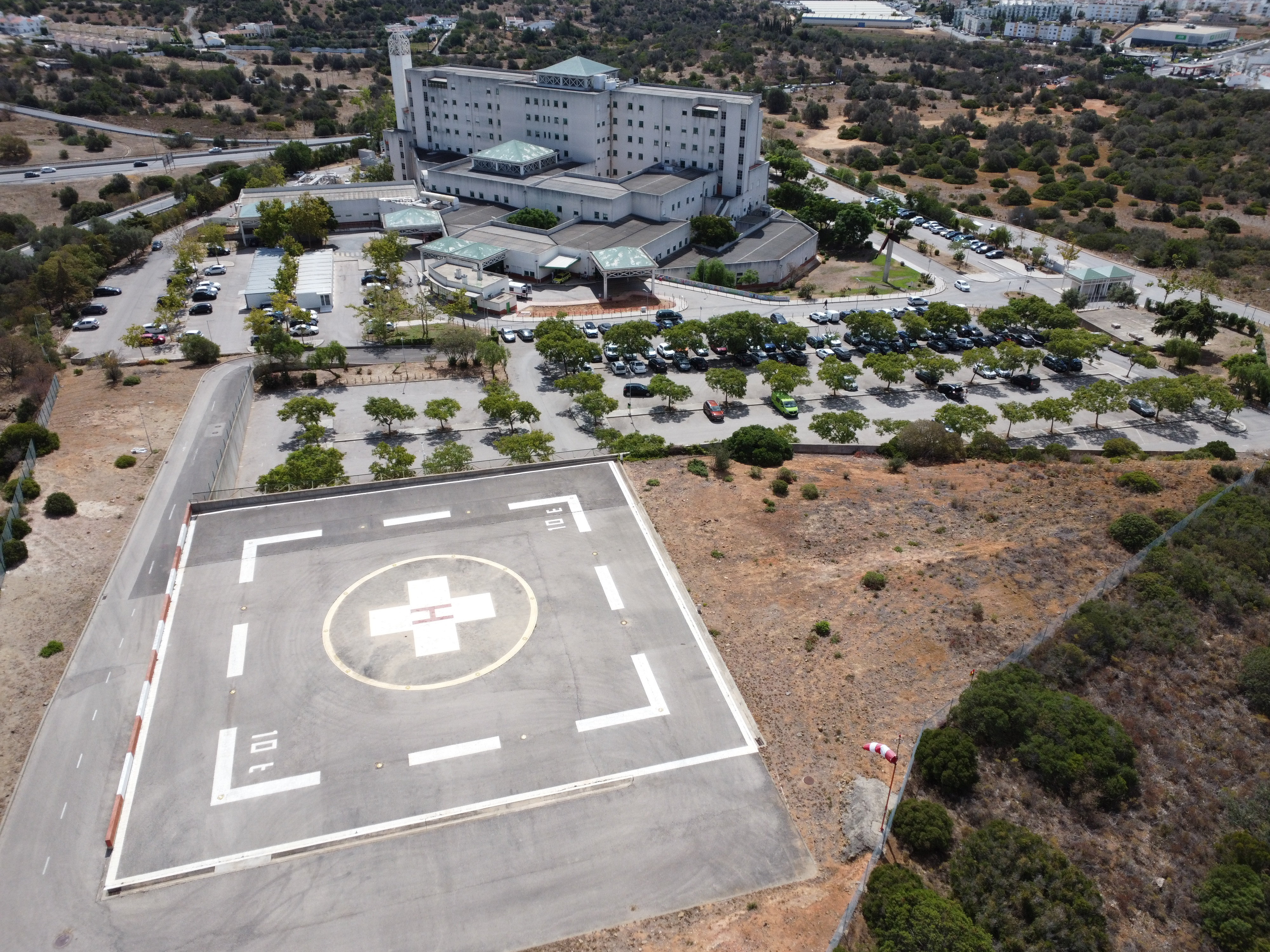
Vista geral do complexo, com o heliporto em primeiro plano.

## Descrição
O complexo do hospital situa-se nas imediações da Estrada Nacional 125, junto ao principal acesso rodoviário à cidade de Portimão. Conta com um heliporto próprio.
Do ponto de vista da gestão, integra-se desde 2004 no grupo do Centro Hospitalar Universitário no Algarve, que inclui igualmente outras unidades de saúde na região, como o Hospital de Faro, o Hospital Terras do Infante, em Lagos, e o Centro de Medicina Física e Reabilitação do Sul.

## História

### Inauguração e primeiros anos
O hospital foi inaugurado em Julho de 1999. Em 2004 passou a estar gerido em conjunto com o Hospital de Lagos, formando assim o Centro Hospitalar do Barlavento, e em 2013 foi integrado no Centro Hospitalar do Algarve, que também incluía o Hospital de Faro. Este processo causou uma viva polémica, tendo um dos seus principais opositores sido a presidente da Câmara Municipal de Portimão, Isilda Gomes, que foi uma das subscritoras de uma providência cautelar no sentido de impedir que os médicos de Portimão fossem mudados para o Hospital de Faro.

### Década de 2010
Em Fevereiro de 2016, o jornal Público noticiou que o Ministro da Saúde, Adalberto Campos Fernandes, estava a preparar a reconversão do Centro Hospitalar do Algarve, o que poderia levar à sua divisão em duas unidades de saúde locais. Questionada acerca deste processo de reorganização, Isilda Gomes respondeu que «o que é importante é que os cuidados de saúde no Algarve sejam de qualidade e que o Hospital de Portimão passe a ter uma prestação de cuidados de excelência. Não interessa se a organização se chama CHA ou não”. Acrescentou que «há três anos tínhamos uma excelente qualidade nos cuidados de saúde em Portimão e nós queremos voltar a ter essa excelência, recordando que «houve imensos serviços que saíram do hospital de Portimão como a cardiologia e que têm que regressar». Afirmou igualmente que «O senhor ministro é uma pessoa muito determinada e fiquei com a certeza de que o Barlavento, que foi penalizado, será compensado. Se assim não for, eu cá estarei de novo».
Em Janeiro de 2017, a Comissão de Utentes de Saúde de Portimão criticou a falta de equipamentos, médicos e de enfermeiros, tendo comentado que «O hospital de Portimão deixou de ser um recurso confiável, para se tornar um motivo de preocupação e receio para os utentes que a ele recorrem. Há muito que vem sendo denunciada a falta de recursos materiais e humanos e é unânime a indignação dos profissionais que ali trabalham». Acrescentou que «os utentes não esquecem a importância do afrontamento do anterior Governo que quase destruiu o SNS, mas a situação atual reclama respostas que tardam a ser tomadas», recordando que «com o inverno vem o pico da gripe, um aumento do turismo nas festas e continua o caos nas urgências do hospital de Portimão». Com efeito, desde 2013 que os utentes, profissionais de saúde e autarcas locais denunciaram em várias ocasiões a falta de condições nas unidades do Centro Hospitalar do Algarve, que culminou com a demissão de cinco directores daquele organismo, devido à «falta de condições para continuar». Segundo os profissionais de saúde, a falta de meios humanos e materiais comprometeu «a quantidade e a qualidade assistencial», levando aos «piores índices registados nos últimos anos».
Ainda em 2017, o Centro Hospitalar do Algarve foi convertido no Centro Hospitalar Universitário do Algarve, processo que se integrou no contexto do período de contenção económica, durante o qual foram impostas várias restrições financeiras ao funcionamento dos hospitais. Ainda assim, no caso de Portimão conseguiu-se aumentar a capacidade do hospital em dezoito camas. Também nesse ano, esteve planeada a instalação de um corredor de acesso entre o hospital e a Estrada Nacional 125, que seria utilizado apenas por veículos de emergência, e que serviria como uma alternativa à entrada principal, que era a única ligação rodoviária à unidade de saúde.
Em 19 de Junho de 2019, a maternidade do hospital fechou devido à falta de médicos pediatras, tendo sido a segunda vez que esta situação tinha ocorrido em duas semanas. Nesse mesmo dia, a comissão de utentes do Serviço Nacional de Saúde de Portimão organizou um protesto para «demonstrar o descontentamento pelo fecho da maternidade e exigir melhores condições de saúde», e exigir que fossem admitidos novos médicos, no sentido de «assegurar serviços de saúde eficazes para as populações». Em resposta, a entidade gestora dos hospitais do Algarve garantiu que tinha «feito tudo o que está ao seu alcance no sentido de garantir as escalas, nomeadamente através do pedido de cedência temporária ou estabelecimento de protocolos para médicos pediatras junto de hospitais do SNS, do recurso a empresas de prestação de serviços médicos e, ainda, através da abertura de vários concursos de admissão de médicos, os quais têm ficado desertos por falta de candidatos».

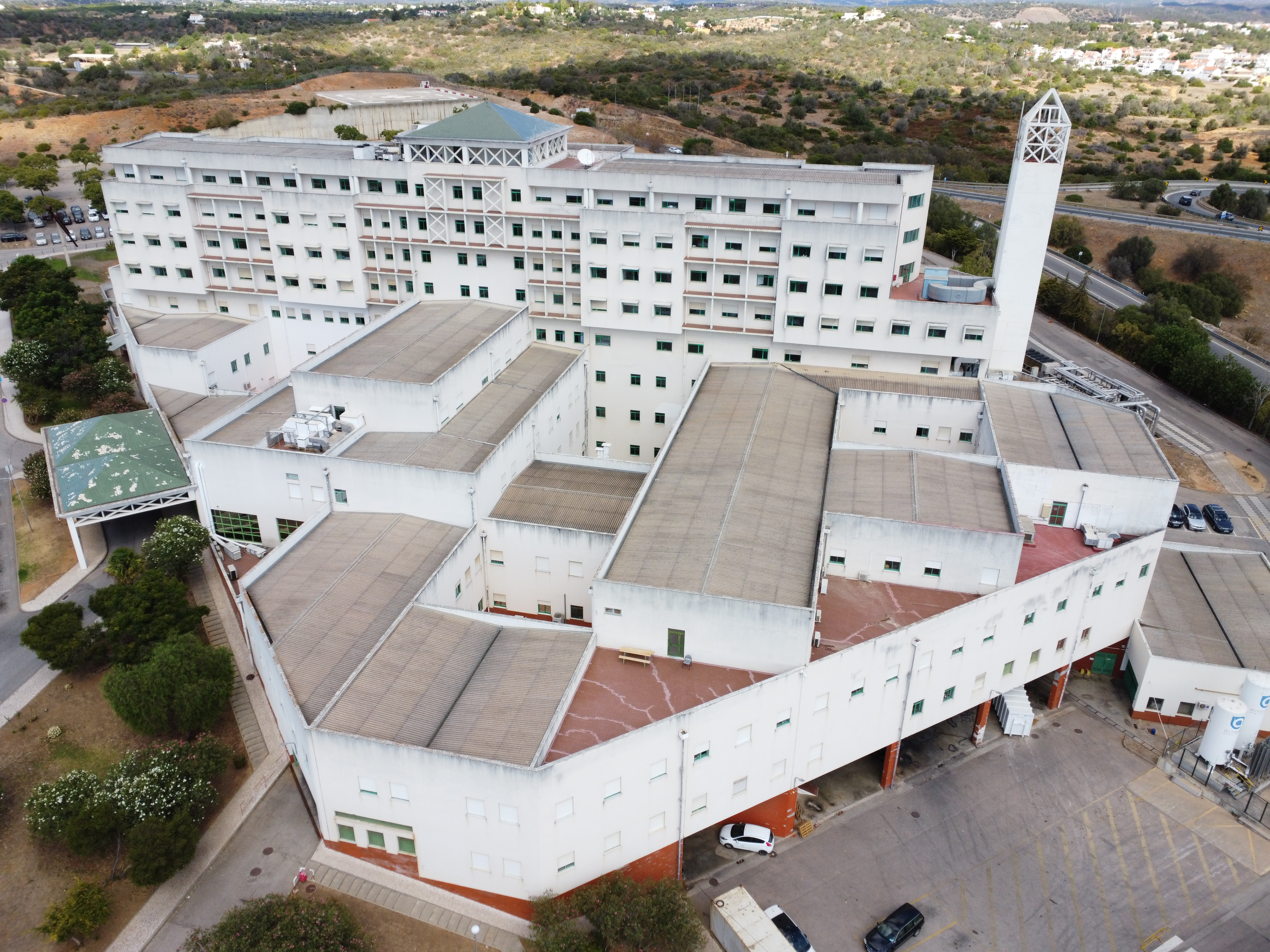
Fachada nascente do hospital, em 2023.

### Década de 2020
Em Novembro de 2022, a Comissão de Utentes do Serviço Nacional de Saúde organizou uma concentração no Hospital de Portimão, protestando contra «a falta de médicos e enfermeiros, a falta de equipamento e de indisponibilidades diversas», tendo apontado o «desinvestimento no Serviço Nacional de Saúde» como a origem destes problemas. A comissão acrescentou que «Quando é necessária uma ação mais especializada, por exemplo uma ressonância magnética, os utentes são conduzidos para o negócio da doença, ou, os privados. Com o que o CHUA paga pela externalização de serviços, daria para alargar a oferta com mais médicos e técnicos de diagnóstico no próprio hospital. Este ano, no orçamento para a saúde, 40 por cento das verbas destinam-se aos privado».
Em 19 de Maio de 2023, morreu no hospital uma criança de onze meses, enquanto estava a aguardar por transferência para o hospital de Faro, cujo serviço de pediatria não estava a funcionar. Este caso foi criticado pelo Sindicato dos Técnicos de Emergência Pré-Hospitalar, que acusou o INEM de não ter mobilizado os meios que eram necessários para evitar a morte, uma vez que a utilização de um helicóptero com uma equipa convencional teria reduzido as hipóteses de sobrevivência da criança. Numa nota enviada à Agência Lusa, o Ministério da Saúde assegurou que «Todos os meios clínicos e técnicos foram colocados à disposição, em articulação permanente com o INEM, mas, infelizmente, na altura em que o helitransporte ia concretizar a transferência inter-hospitalar, o bebé sofreu um agravamento do seu estado, incompatível com o transporte». Em 20 de Junho de 2023 voltou a entrar em funcionamento a sala de exames especiais, depois de ter estado encerrada durante cerca de onze anos, devido a avarias no equipamento. Este sistema é utilizado para fazer um vasto conjunto de exames nas áreas da angiografia, radiografia, fluoroscopia e gastroenterologia de diagnóstico, e de radiologia de intervenção, tendo permitido melhorar consideravelmente o acesso aos cuidados de saúde na região do Algarve. Também em Junho desse ano, a Comissão de Utentes do Serviço Nacional de Saúde organizou, com a colaboração do Bloco de Esquerda, um protesto contra o encerramento da maternidade no Hospital de Portimão, tendo o partido alertado para o gradual encerramento da maternidade e do bloco de partos ao longo de dois anos, devido à falta de pediatras. Nos finais desse mês o director clínico do hospital, Horácio Guerreiro, entregou a sua demissão, alegando divergências com o director-executivo do Serviço Nacional de Saúde Fernando Araújo. Devido à falta de recursos humanos, Horácio Guerreiro sugeriu que o bloco de partos do hospital continuasse fechado ao fim-de-semana de quinze em quinze dias, como já tinha sido feito em Junho, no sentido de garantir o funcionamento da maternidade e da urgência pediátrica de Faro durante a época do Verão, mas esta proposta foi recusada. Entrevistado pela TSF, explicou que a sua proposta tinha sido feita para «preservar recursos, quer na área da pediatria, quer eventualmente na área da obstetrícia, para assegurar a maternidade de Faro e a urgência pediátrica em Faro aos fins-de-semana», e que «aos fins-de-semana não posso ter apenas um pediatra para a unidade de cuidados intensivos pediátricos, não é suficientemente seguro em termos das necessidades assistenciais». Em resposta, o conselho de administração do Centro Hospitalar e Universitário do Algarve afirmou que o programa de Verão para os blocos de parto tinha sido «elaborado, discutido e acordado em reunião presencial conjunta dos membros deste CA – director clínico incluído - com a Direcção Executiva do SNS», tendo-se determinado que «face à escassez de recursos humanos», o bloco de partos do Hospital de Portimão «encerraria ao fim-de-semana de 15 em 15 dias durante os meses de Verão», mas que «sempre que fossem conseguidos recursos humanos externos (pediatras neonatologistas) para assegurar este serviço, o serviço do bloco de partos de Portimão poderia abrir em alguns destes fins-de-semana», e garantiu que «continuará empenhado em manter o esforço contínuo para a minimização deste problema, nomeadamente, recrutando recursos humanos fora da região que possam vir ajudar na garantia da prestação dos serviços e cuidados de saúde que a região necessita e merece».